# Edge of Darkness (2010)
Edge of Darkness is een Amerikaans-Britse thriller uit 2010. De film is gebaseerd op de gelijknamige televisieserie van de BBC uit de jaren 1980. Zowel de film als de televisieserie zijn geregisseerd door Martin Campbell. De film speelt zich af in de Verenigde Staten, in tegenstelling tot de televisieserie, die zich in Groot-Brittannië afspeelt.

## Verhaal
Thomas Craven, een rechercheur uit Boston, heeft een dochter die hij al jaren niet meer ziet. Als hij haar eindelijk terug ziet is ze ziek (naar later blijkt door radioactiviteit) en wordt ze voor zijn huis en voor zijn ogen door een gemaskerde man doodgeschoten. Hij en de politie gaan ervan uit dat hijzelf het doelwit was, maar als Craven in het verleden van zijn dochter duikt komt hij erachter dat ze een gevaarlijke doofpotaffaire ontdekt heeft. Ze werkte bij het bedrijf Northmoor dat in het geheim voor de regering kernwapens maakt op basis van buitenlandse ontwerpen en onderdelen, zodat ze buitenlands zouden lijken. Ze werkte samen met een actiegroep om de misstanden aan de kaak te stellen en werd daarom vermoord. Craven zoekt het uit en neemt wraak op de betrokkenen, maar overleeft dat zelf niet.

## Rolverdeling
| Acteur           | Personage       | Opmerkingen                                                      |
| ---------------- | --------------- | ---------------------------------------------------------------- |
| Mel Gibson       | Thomas Craven   | protagonist                                                      |
| Ray Winstone     | Darius Jedburgh | Britse freelancer die moorden verdoezelt                         |
| Danny Huston     | Jack Bennett    | antagonist; directeur van Northmoor                              |
| Bojana Novaković | Emma Craven     | Thomas'dochter die bij Northmoor werkte als onderzoeksassistente |
| Shawn Roberts    | David Burnham   | Emma's vriendje                                                  |
| Jay Sanders      | Bill Whitehouse | Thomas partner bij de politie en vriend                          |
| Gbenga Akinnagbe | Darcy Jones     | Een collega van Thomas                                           |